# Єлінскас Валентин Вацловасович
Єлі́нскас Валенти́н Вацлова́сович (нар. 15 серпня 1958, Макіївка, Донецька область — пом. 19 серпня 2008, Донецьк) — український футболіст, воротар. Після закінчення кар'єри футболіста почав займатися тренуванням воротарів. Майстер спорту СРСР (1982). Є символом «Шахтаря» 1980-х років.

## Клубна кар'єра
Починав грати у футбол в клубі «Зарево» з Макіївки в 1970 році. Перший тренер — В.Петров. Навчався у спортивному інтернаті з Ворошиловграда, тренери — В. Фесенко та В. Першин. Не отримавши серйозних пропозицій, він поїхав вчитися в тернопільський фінансово-економічний інститут, де Валентин провчився два роки. Виступав за тернопільський «Буревісник». Потім був призваний в армію, потрапив у полк зв'язку КДБ. Після львівський СКА взяв Єлінскаса до себе. Незадовго до демобілізації його перевели до хмельницького «Поділля», де головним тренером був Володимир Онисько, там він грав близько двох сезонів.
Пізніше його запрошували в такі клуби, як київське «Динамо», харківський «Металіст» та одеський «Чорноморець». До складу «Динамо» футболіст не перейшов, адже був певний, що не зможе заграти. У 1980 році перейшов до «Чорноморця», який тоді очолював Микита Симонян. Запрошенням Єлінскаса в «Чорноморець» займався Матвій Черкаський. Основним воротарем команди тоді був Іван Жекю, але незабаром Валентин відвоював собі місце основному складі.
Під час чергових зборів він отримав струс мозку. В Одеській лікарні йому зробили укол і занесли гепатит А. Єлінскас довго лікувався, але, коли повернувся до складу клубу, зміг відвоювати місце в складі у Юрія Роменського.
У 1982 році Єлінскас не пропускав м'ячів у 12 матчах чемпіонату СРСР, за підсумками року був визнаний футболістом року в «Чорноморці» за опитуванням газети «Вечірня Одеса». Після закінчення сезону у нього були пропозиції з інших команд. Клуб він покинув на знак солідарності зі своїм другом Миколи Павлову, який через конфлікт покинув «Чорноморець». Всього за «Чорноморець» він зіграв 41 матч і пропустив 45 м'ячів у чемпіонаті СРСР.
У 1983 році перейшов у донецький «Шахтар». За переїзд до табору «гірників» Єлінскас отримав чотирикімнатну квартиру в елітному будинку. Його довго не могли заявити за клуб, але йому допоміг авторитет батька. В основному складі «Шахтаря» дебютував 25 лютого 1983 року в матчі Кубка СРСР проти вільнюського «Жальгіріса» (3:0).
У півфіналі Кубка СРСР 1983 «Шахтар» обіграв ленінградський «Зеніт» (1:1, по пен. 4:3). Валентин відбив два з п'яти пенальті, завдяки чому «Шахтар» виграв. Після закінчення матчу вболівальники скандували його прізвище. У фіналі Кубка «Шахтар» виграв у харківського «Металіста» (1:0). В 1983 «Шахтар» також став володарем Кубка сезону, обігравши дніпропетровський «Дніпро» (3:1, за сумою двох матчів).
У сезоні 1983/84 «Шахтар» брав участь у Кубку володарів кубків, по ходу турніру команда обіграла данський Б1901 і швейцарський «Серветт». У чвертьфіналі команда поступилася португальському «Порту» (4:3, за сумою двох матчів), як казав Єлінскас після матчу, через упереджене суддівство. У сезоні 1984/85 «Шахтар» дійшов до фіналу Кубка СРСР, де програв київському «Динамо» (1:2). У період з 1983 по 1987 рік Єлінскас провів за «Шахтар» 121 матч у чемпіонаті СРСР. У 2010 році сайт Football.ua поставив Єлінскаса на 38 місце в списку 50-ти найкращих гравців «Шахтаря».
З 1988 по 1989 рік виступав за луганську «Зорю». В 1988 «Зоря» зайняла 20-е місце в першій лізі СРСР і вилетіла у другу лігу. Єлінскас відіграв 40 матчів і пропустив 51 гол. У 1990 році Єлінскас знову виступав за «Шахтар», провів 5 матчів у чемпіонаті СРСР.
У 1991 році він грав за маріупольський «Новатор», зіграв 20 матчів і пропустив 10 м'ячів на турнірі КФК. Після розпаду СРСР виступав за ту ж команду, що змінила назву на «Азовець». В 1992 клуб виступав у першій лізі України, Єлінскас зіграв 14 матчів і пропустив 19 м'ячів.
Закінчив кар'єру гравця через травми. Після того займався підприємницькою діяльністю. Потім також грав у чемпіонаті Донецької області.
Виступав за команду ветеранів «Шахтаря», у 2006 році разом з командою виграв Кубок України серед ветеранів і став найкращим воротарем турніру.

### Кар'єра в збірній
Виступав за олімпійську збірну СРСР. Міг поїхати на Олімпійські ігри 1984 в Лос-Анджелесі, але СРСР бойкотував ігри.

### Тренерська кар'єра
Працював тренером воротарів в «Шахтарі-3», але пішов через невідповідності рівня навантажень з рівнем заробітної плати.
До кінця життя працював у донецькому «Олімпіку». Одним з його вихованців є Ігор Левченко, який пізніше став чемпіоном Європи до 19 років.

## Смерть
Незадовго до смерті було відомо, що у нього рак, а також метастази в головному мозку. 19 серпня 2008 він помер.

## Приватне життя
Його батько — заслужений металург УРСР. Дружина — Галина Олександрівна, діти — Віра і Микита. Валентин Єлінскас назвав сина на честь Микити Симоняна. Після завершення кар'єри гравця проживав у Донецьку.

## Досягнення
- Володар Кубка СРСР (1): 1983
- Фіналіст Кубка СРСР (1): 1985
- Володар Кубка сезону (1): 1983

## Характеристика гри
Володів хорошою реакцією, стрибучістю, блискучим умінням гри на виходах. За словами Сергія Ященка він був технічним та координованим.

## Цікаві факти
У 1986 році в турне по Марокко в одному з матчів Єлінскас попросив Олега Базилевича поставити його (тобто голкіпера) на поле як польового гравця.